# ويلي فاغنر
ويلي فاغنر (16 ديسمبر 1909 هييريس فرنسا - 31 يوليو 1990 ستراسبورغ فرنسا) هو لاعب كرة قدم فرنسي سابق كان يلعب كحارس مرمى.